# کواروخا
کواروخا (به پرتغالی: Guarujá) یک شهر و municipality of Brazil در برزیل است که در سائوپائولو واقع شده‌است.

## خصوصیات
کواروخا ۱۴۲٫۵۸۹ کیلومترمربع مساحت و ۲۹۶٫۱۵۰ نفر جمعیت دارد و ۴ متر بالاتر از سطح دریا واقع شده‌است.